# Мальмёхус

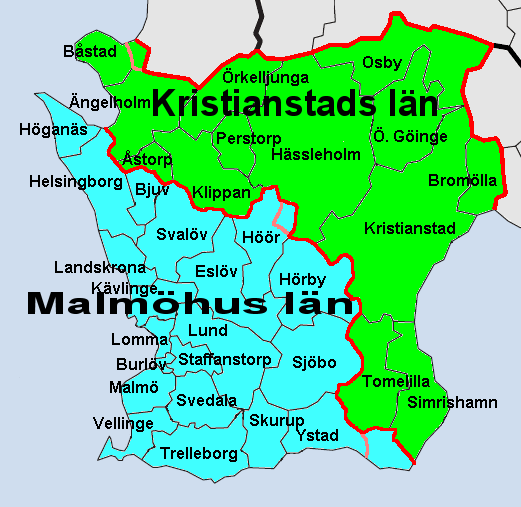
Лен Мальмёхус в пределах провинции Сконе

Лен Ма́льмёхус (швед. Malmöhus län) — бывший лен Швеции, просуществовавший до 1997 г., когда он был объединён с леном Кристианстад в новый лен Сконе. Центром являлся город Мальмё. Своё название лен получил от расположенного в Мальмё замка Мальмёхус (Malmöhus), который являлся резиденцией губернатора.

## Список губернаторов
- Carl Gustaf Hård (1719—1727)
- Johan Cronman (1727—1737)
- Wilhelm Bennet (1737—1740)
- Carl Georg Siöblad (1740—1754)
- Georg Bogislaus Staël von Holstein (1754—1763)
- Carl Adlerfelt (1764—1769)
- Johan Cronhielm (1769—1772)
- Reinhold Johan von Lingen (1772)
- Bengt Gustaf Frölich (1772—1776)
- Tage Thott (1776—1794)
- Gustaf von Rosen (1794—1812)
- Wilhelm af Klinteberg (1812—1829)
- Jean Albrecht Berg von Linde (1829—1831)
- Magnus Stackelberg (1831—1833)
- Fredrik Posse (1834—1851)
- Samuel von Troil (1851—1874)
- Axel Adlercreutz (1874—1880)
- Gotthard Wachtmeister (1880—1892)
- Robert Dickson (1892—1902)
- Gustaf Tornérhjelm (1902—1909)
- Robert de la Gardie (1909—1925)
- Fredrik Ramel (1925—1938)
- Arthur Thomson (1939—1951)
- Allan Vougt (1951—1953)
- Gustav Adolf Widell (1953—1961)
- Gösta Netzén (1961—1973)
- Nils Hörjel (1973—1984)
- Bertil Göransson (1984—1993)
- Ann-Cathrine Haglund (1993—1996)